# تپه قلعه مزاکان
تپه قلعه مزاکان مربوط به سده‌های متاخر دوران‌های تاریخی پس از اسلام است و در شهرستان سرباز، بخش سرباز، دهستان مینان، روستای مزاکان، کیلومتری ۵ جاده حاشیه جاده مهرستان به شهر سرباز واقع شده و این اثر در تاریخ ۲۶ اسفند ۱۳۸۷ با شمارهٔ ثبت ۲۵۸۹۰ به‌عنوان یکی از آثار ملی ایران به ثبت رسیده است.